# Gully (artiste)
 (novembre 2020).
Pour les articles homonymes, voir Gully.

## Biographie
Gully, né en 1977 est un graffeur et artiste français de la région parisienne.
Il a décidé de changer de pseudonyme pour passer de sa vie de graffeur à celle d'artiste d'atelier et ainsi garder l'anonymat.
Ses premières œuvres sous son nouveau pseudonyme voient le jour en 2008.
Il a pratiqué le graffiti intensivement de 1992 au milieu des années 2000.
Il a changé de nom d'artiste, ne ressentant pas le besoin que son travail sur toile soit associé à son passé dans le mouvement graffiti. 
Il se consacre aujourd'hui au travail en atelier, même s'il reconnait souvent remettre son masque d'antan, l'adrénaline étant un moteur pour toute cette génération.

### Son pseudonyme
Ce pseudonyme a été choisi par l'artiste, il signifie en anglais, "Ravin", ce qui représente pour lui une cassure entre ce qu'il faisait avant et ce qu'il fait aujourd'hui sur toile.
C'est aussi parce qu'en argot, il signifie "cool, top ou encore sympa". C’est également parce qu’en France c'est une chaîne de télévision pour enfants, Gulli (orthographe différente mais même prononciation).
À cela s'ajoute le fait que Gully était le nom d'un personnage de BD de Makyo et Alain Dodier, édité chez Dupuis, qui l'amusait, un petit bonhomme d'une autre époque qui découvre la vie. 
Ces différentes idées d'un esprit "COOL", d'enfants devant un cadre (TV ou tableau), de petits personnages drôles d'une autre époque et de cassure pour un changement forment un ensemble qui définit parfaitement son travail et ses œuvres. 
Ce pseudo colle parfaitement à son art et à ses œuvres car c'est elles qu'il souhaite mettre en avant.

### L'anonymat
Il cache son identité, non pas comme l'ont fait Banksy ou Invader et ses invasions qui s'appuient sur leur travail dans la rue pour conceptualiser leurs œuvres et pour brouiller les pistes sur leurs travaux illégaux.
Lui part du principe que c'est son travail ainsi que les histoires qu'il raconte qui doivent primer et non sa personne. 
Que son travail dans la rue (du graffiti pur, du lettrage comme publicité) n'a rien à voir avec son travail sur toile. 
En se cachant il ne laisse pas son individu gâcher l'œuvre, tout en protégeant sa vie personnelle. 
Ces informations sont tirées de sa biographie officielle, ainsi que de ses rares auto-interview sur sa chaîne youtube ,

## Techniques
On distingue plusieurs catégories d'œuvres chez Gully, des techniques mixtes sur toiles, mélange de peintures à l'huile ou acrylique, marqueurs et aérosols, et des œuvres sur papiers souvent à base d'acrylique, que l'artiste veut vendre moins cher afin de permettre à ceux qui ont moins de moyen de pouvoir s'en procurer sans entacher la côte de ses œuvres sur toiles. Les sujets des œuvres sur papier sont souvent des préparatoires pour les tableaux ou à l'inverse des œuvres qu'il a aimées sur toile et qu'il désire reproduire. 

### L'évolution de son travail
Son inspiration première vient de sa découverte, il y a quelques années du courant de l'Appropriation, à la suite de quoi, il s'est attaqué à tous ceux qu'il considère comme les monstres sacrés du milieu de l'art.
Aujourd'hui, Gully raconte dans des décors à l'architecture somptueuse, des histoires d'enfants émerveillés par l'art et plus particulièrement par les tableaux de ses maîtres, dans des petites histoires que l'on pourrait voir comme des cases de BD’s, sans dialogue, permettant ainsi au spectateur de pouvoir se raconter le tableau.

## Sa côte et sa progression
Selon sa côte Artprice , Artnet  ou Auction 

De 2008 à 2009, une toile coûtait de 2 000 à 3 000 €

De 2010 à 2012, une toile coûtait de 5 000 à 20 000 €

De 2013 à 2014, une toile coûtait de 20 000 à 30 000 € avec des pics proches des 70 000 €, un papier coûtait entre 3 000 et 5 000 €
 
De 2015 à 2019, une toile coûtait de 30 000 à 70 000 €, un papier coûtait entre 7 000 et 20 000 €

Résultats relevés et pouvant varier selon la taille de l'œuvre, le sujet de l'œuvre et sa date de réalisation.

### Les résultats remarquables
Prix relevés sur Artprice 
Chaville-Enchères, 17/11/2019, Hommage NTHK Magritte 17, 2018, 110 x 220 cm, Techniques mixte sur toile - Adjugé 71 500 € 

Cornette de Saint Cyr, 27/10/2013 Dohanos meets lichtenstien 2, 140 x 160 cm, 2014, Acrylique sur toile - Adjugé 66 634 €  

Chaville-Enchères, 14/07/2019 Children meet Keith Haring, 112 x 200cm, 2018, Techniques mixte sur toile - Adjugé 62 400 € 

Aguttes S.A.S, 23/10/2017, Canaletto meets Jackson Pollock 2, 134,5 x 219 cm, 2016, Techniques mixte sur toile - Adjugé 58 650 €  

Cornette de Saint Cyr, 18/03/2019 Hommage nthk Picasso, 110 x 220 cm, 2018, Techniques mixte sur toile - Adjugé 54 600 € 

Christie's Paris, 09/12/2015, Canaletto meets the art of graffiti 3, 118 x 200 cm, 2013, Techniques mixte sur toile - Adjugé 43 500 € 

## Partenariats
Gully a créé la surprise en 2014 lorsque la marque Jeanrichard sort trois modèles de montres limitée à 25 exemplaires customisées par l’artiste. FH Pinault, Président du groupe fut maître de cérémonie et force invitante de son solo show marquant les 20 ans d'Opera Gallery et ce partenariat avec Kering. Pour l'occasion une chasse au trésor fut organisée avec le tableau qui fit la couverture du magazine Art Actuel  à gagner.
Revue de Presse complète 

## Expositions
Gully a exposé dans des galeries prestigieuses comme Opera Gallery et Gilles Dyan, Paris, Dubai, Miami, Monaco, Londres, Hong Kong, Singapour, Séoul ou encore Hong Kong pour des solos show ou des expositions collectives, il a participé à une exposition aux galeries Bartoux et est exposé à Londres, New York, Honfleur, Cannes, Singapour Paris ou encore Courchevel.
Il a cessé depuis 2017 les expositions Solo Show par manque de tableaux disponibles, la plupart de sa production se vendant directement à la sortie de l'atelier.

### Expositions & Catalogues
Décembre 2009, Auction, Millon Cornette de saint cyr, Paris, France 

Septembre 2011, Auction, Claude Aguttes, Lyon, France 

Décembre 2011 Group Show, Maquis-art, Moscou, Russie

Avril 2012, Auction, Cornette de Saint Cyr, Paris, France 
 
Aout 2012, Auction Antoine Aguttes, Cannes, France

Septembre 2012 Group Show, Exposition Paris Match à Opéra Gallery, Paris, France

Septembre 2012, Auction, Claude Aguttes, Lyon, France
Octobre 2012, Auction, Cornette de Saint Cyr, Paris, France

Mai 2013, Auction, Cornette de Saint Cyr, Bruxelles, Belgique

Septembre 2013 Solo Show, Exposition Opéra Gallery, Paris, France

Octobre 2013, Auction, Cornette de Saint Cyr, Paris, France

Février 2014, Auction, FAAM-Fine Art, Miami, États-Unis d'Amérique

Avril 2014, Auction, Cornette de Saint Cyr, Paris, France 

Septembre 2014 Solo Show, Philosophy of Art Opéra Gallery Paris , parrainée par FH Pinault, Paris, France

Février 2015, Solo Show, Exposition Opéra Gallery, Hong Kong, Chine

Mai 2015, Solo Show, Exposition Opéra Gallery, Dubai, Émirats arabes unis 

Septembre 2015, Solo Show, Exposition Opéra Gallery, Séoul, Corée du sud 

Décembre 2015, Auction, Christie's, Paris, France 

Septembre 2016, Auction, Cornette de Saint Cyr, Paris, France 

Octobre 2016, Solo Show, Exposition Opéra gallery, Paris, France 

Octobre 2016 Group Show, Exposition Omagh Art Elysées, Paris, France 

Octobre 2016, Auction, Aguttes, Neuilly sur Seine, France 

Novembre 2016, Auction, Tajan, Paris, France 

Janvier 2017, Group Show, L'art au sommet, Galeries Bartoux, Courchevel, France 

Juin 2017, octobre 2018, Group Show, Musée de l'Aérosol, Paris, France

2017, Versailles Enchères, Versailles, France

Octobre 2017, Auction, Aguttes, Neuilly sur Seine, France 

Décembre 2017, Auction, Aguttes, Neuilly sur Seine, France 

Mars 2018, Auction, Digard, Paris, France 

Avril 2018, Aguttes, Neuilly sur Seine, France 

Juin 2018, Aguttes, Neuilly, France 

Aout 2018, Auction, Besh, Cannes, France 

Novembre 2018, Auction, Tajan, Paris, France 

Décembre 2018, Auction, Aguttes, Neuilly sur Seine, France 

Mars 2019, Auction, Villafray, Paris, France 

Mars 2019, Auction, Cornette de Saint Cyr, Paris, France 

Mars 2019, Auction, Aguttes, Neuilly sur Seine, France 

Mai 2019, Auction, Tajan, Paris, France 

Juin 2019, Auction, Aguttes, Neuilly sur Seine, France 

Juillet 2019, Auction, Chaville-enchères, Chaville, France 

Octobre 2019, Auction, Aguttes, Neuilly sur Seine, France 

Octobre 2019, Auction, Louiza, Ixelles, Belgique 

Octobre 2019, Auction, Fauve, Paris, France 

### Interviews
Après une apparition au Journal télévisé de France2 en interview  qu'il considérera comme tronqué, Gully va décider de mettre en scène lui-même ses propres interviews contrôlant ainsi l'intégralité du discours ainsi que les informations qu'il souhaite voir diffusées.
2014 - Explications partenariat Kering 
2017 - Mise au point 

### Presse
Chercheurs d'art, BFM Business  

20h France 2 

Le point 

Le Figaro 

GQ 

Montres de luxe

Watch Observer

Art Actuel - Première de couverture

Le guide de l'art Contemporain et Urbain 

Cartier "Art et Culture"